# Micaria alxa
Micaria alxa är en spindelart som beskrevs av Tang et al. 1997. Micaria alxa ingår i släktet Micaria och familjen plattbuksspindlar. Inga underarter finns listade i Catalogue of Life.